# Aimaro Monaco dei Corbizzi
Aimaro Monaco dei Corbizzi, (FR)  Aymar le Moine, (LA)  Haymarus Monachus (XII secolo – Palestina, ottobre 1202), è stato un patriarca cattolico, scrittore e poeta italiano.

## Biografia
La nobile famiglia Corbizzi era originaria di Fiesole in Toscana. Dal 1171 al 1177 fu magister e cancelliere del patriarca di Gerusalemme Amalrico di Nesle. In realtà, questo prelato di origine fiorentina si chiamava semplicemente "Monachus", il nome "Aymarus" e l'appartenenza alla famiglia dei Corbizzi sono invece da ritenersi delle aggiunte storicamante infondate.
Fu arcivescovo di Cesarea in Palestina dal 1181 fino al 1194, quando i canonici del Santo Sepolcro, che desideravano un patriarca residente in oriente, l'elessero patriarca di Gerusalemme dei Latini mettendo fine alla vacanza del seggio che durava dal 1191; Monaco conservò questa carica fino alla morte. Potrebbe aver mantenuto la carica di arcivescovo di Cesarea insieme a quella di patriarca di Gerusalemme dei Latini per tre anni, fino al 1197. Fu presente all'assedio di San Giovanni d'Acri del quale ci ha lasciato un racconto in un poema intitolato De expugnata Accone liber tetrastichus seu rithmus de expeditione ierosolimitana.